# Associazione Sportiva Roma 1973-1974
Questa voce raccoglie le informazioni riguardanti l'Associazione Sportiva Roma nelle competizioni ufficiali della stagione 1973-1974.

## Stagione
Nella stagione 1973-1974 il Presidente Gaetano Anzalone decide di affidarsi all'allenatore Manlio Scopigno, che aveva vinto lo scudetto al Cagliari nel 1970. Dopo sei giornate, a seguito di quattro sconfitte e quattro punti, la panchina passa a Nils Liedholm, allenatore svedese. La Roma alla fine del campionato si classifica ottava. Esordisce in serie A, nella partita casalinga contro il Torino, Bruno Conti, futura bandiera romanista e protagonista del secondo scudetto capitolino.

## Divise
Lo sponsor tecnico è Lacoste. La divisa primaria della Roma è costituita da maglia rossa con colletto a polo giallo, pantaloncini bianchi e calzettoni rossi bordati di giallo. In trasferta la Lupa usa una maglia bianca bordata di giallorosso, pantaloncini bianchi e calzettoni bianchi bordati di giallorosso. La terza divisa è formata da maglia gialla con collo a V rosso, pantaloncini bianchi e calzettoni gialli bordati di rosso. I portieri usano maglia, pantaloncini e calzettoni neri bordati di giallorosso.
| Casa | Trasferta | Terza divisa | Portiere |

## Organigramma societario
Di seguito l'organigramma societario.
Area direttiva
- Gaetano Anzalone

Area tecnica
- Allenatore: Manlio Scopigno, poi dalla 7ª Nils Liedholm

## Rosa
Di seguito la rosa.
| N. |                   | Ruolo | Calciatore         |
| -- | ----------------- | ----- | ------------------ |
|    | Italia (bandiera) | P     | Paolo Conti        |
|    | Italia (bandiera) | P     | Alberto Ginulfi    |
|    | Italia (bandiera) | P     | Francesco Quintini |
|    | Italia (bandiera) | D     | Alberto Batistoni  |
|    | Italia (bandiera) | D     | Giovanni Bertini   |
|    | Italia (bandiera) | D     | Liborio Liguori    |
|    | Italia (bandiera) | D     | Giorgio Morini     |
|    | Italia (bandiera) | D     | Franco Peccenini   |
|    | Italia (bandiera) | D     | Claudio Ranieri    |
|    | Italia (bandiera) | D     | Sergio Santarini   |
|    | Italia (bandiera) | D     | Roberto Vichi      |
|    | Italia (bandiera) | C     | Bruno Conti        |

| N. |                   | Ruolo | Calciatore             |
| -- | ----------------- | ----- | ---------------------- |
|    | Italia (bandiera) | C     | Angelo Domenghini      |
|    | Italia (bandiera) | C     | Francesco Rocca        |
|    | Italia (bandiera) | C     | Franco Cordova         |
|    | Italia (bandiera) | C     | Agostino Di Bartolomei |
|    | Italia (bandiera) | C     | Piergiorgio Negrisolo  |
|    | Italia (bandiera) | C     | Valerio Spadoni        |
|    | Italia (bandiera) | A     | Renato Cappellini      |
|    | Italia (bandiera) | A     | Walter Casaroli        |
|    | Italia (bandiera) | A     | Angelo Orazi           |
|    | Italia (bandiera) | A     | Pierino Prati          |
|    | Italia (bandiera) | A     | Alberto Reif           |
|    | Italia (bandiera) | A     | Franco Selvaggi        |

## Calciomercato
Di seguito il calciomercato.
| Acquisti | Acquisti              | Acquisti  | Acquisti               |
| R.       | Nome                  | da        | Modalità               |
| -------- | --------------------- | --------- | ---------------------- |
| P        | Paolo Conti           | Arezzo    | definitivo             |
| D        | Alberto Batistoni     | Verona    | definitivo             |
| C        | Angelo Domenghini     | Cagliari  | definitivo             |
| C        | Piergiorgio Negrisolo | Sampdoria | definitivo             |
| C        | Franco Selvaggi       | Ternana   | definitivo             |
| A        | Pierino Prati         | Milan     | definitivo (700 mln £) |

| Cessioni | Cessioni             | Cessioni     | Cessioni   |
| R.       | Nome                 | a            | Modalità   |
| -------- | -------------------- | ------------ | ---------- |
| P        | Michelangelo Sulfaro | L.R. Vicenza | definitivo |
| D        | Aldo Bet             | Verona       | definitivo |
| C        | Francesco Scaratti   | Lodigiani    | definitivo |
| C        | Walter Franzot       | Verona       | definitivo |
| C        | Elvio Salvori        | Foggia       | definitivo |
| A        | Ivo Banella          | Legnano      | definitivo |
| A        | Lucio Mujesan        | Arezzo       | definitivo |
| A        | Stefano Pellegrini   | Avellino     | prestito   |

## Risultati

### Serie A

#### Girone di andata
| Arbitro: | Panzino (Catanzaro) |

|                             |           |            |
| Prati 49’ Di Bartolomei 72’ | Marcatori | 17’ Ghetti |

| Arbitro: | Angonese (Mestre) |

|               |           |  |
| P. Pulici 66’ | Marcatori |  |

| Arbitro: | Barbaresco (Cormons) |

|                |           |                          |
| Cappellini 37’ | Marcatori | 11’ Chiarugi 21’ Bianchi |

| Arbitro: | Lo Bello (Siracusa) |

|                        |           |                |
| Corradi 14’ Simoni 77’ | Marcatori | 76’ Domenghini |

| Arbitro: | Menicucci (Firenze) |

|                  |           |  |
| Prati 69’ (rig.) | Marcatori |  |

| Arbitro: | Ciacci (Firenze) |

|                     |           |  |
| S. Villa 18’ (rig.) | Marcatori |  |

| Arbitro: | Gonella (Torino) |

|  |           |             |
|  | Marcatori | 37’ Braglia |

| Arbitro: | Concetto Lo Bello (Siracusa) |

|                            |           |               |
| Franzoni 46’ Chinaglia 78’ | Marcatori | 33’ Negrisolo |

| Arbitro: | Motta (Monza) |

|  |           |                |
|  | Marcatori | 79’ Cappellini |

| Roma 23 dicembre 1973, ore 14:30 10ª giornata | Roma                | 0 – 0 referto | Fiorentina | Stadio Olimpico (Circa 45.000 spett.)\| Arbitro: \| Panzino (Catanzaro) \| |
| Arbitro:                                      | Panzino (Catanzaro) |               |            |                                                                            |

| Arbitro: | Reggiani (Bologna) |

|                        |           |  |
| Boninsegna 1’ Moro 53’ | Marcatori |  |

| Arbitro: | Torelli (Milano) |

|                              |           |              |
| Cappellini 31’ G. Morini 62’ | Marcatori | 90+3’ Santin |

| Arbitro: | Menicucci (Firenze) |

|                            |           |           |
| Capello 42’ Cuccureddu 72’ | Marcatori | 65’ Orazi |

| Arbitro: | Picasso (Chiavari) |

|                       |           |  |
| Domenghini 79’ (rig.) | Marcatori |  |

| Arbitro: | Trinchieri (Reggio Emilia) |

|                 |           |           |
| Gori 60’ (rig.) | Marcatori | 22’ Orazi |

#### Girone di ritorno
| Bologna 3 febbraio 1974, ore 14:30 16ª giornata | Bologna           | 0 – 0 referto | Roma | Stadio Comunale (circa 25.000 spett.)\| Arbitro: \| Gussoni (Tradate) \| |
| Arbitro:                                        | Gussoni (Tradate) |               |      |                                                                          |

| Roma 10 febbraio 1974, ore 15:00 17ª giornata | Roma                          | 0 – 0 referto | Torino | Stadio Olimpico (circa 55.000 spett.)\| Arbitro: \| Mascali (Desenzano del Garda) \| |
| Arbitro:                                      | Mascali (Desenzano del Garda) |               |        |                                                                                      |

| Arbitro: | Agnolin (Bassano del Grappa) |

|                       |           |  |
| Rivera 8’ Maldera 61’ | Marcatori |  |

| Arbitro: | Lazzaroni (Milano) |

|                       |           |  |
| Spadoni 63’ Prati 75’ | Marcatori |  |

| Arbitro: | Torelli (Milano) |

|  |           |           |
|  | Marcatori | 76’ Orazi |

| Arbitro: | Branzoni (Pavia) |

|                               |           |  |
| Prati 32’, 88’ Domenghini 90’ | Marcatori |  |

| Arbitro: | Concetto Lo Bello (Siracusa) |

|             |           |           |
| Juliano 60’ | Marcatori | 77’ Orazi |

| Arbitro: | Gonella (Torino) |

|                     |           |                                  |
| F. Pulici 4’ (aut.) | Marcatori | 47’ D'Amico 51’ (rig.) Chinaglia |

| Pisa 7 aprile 1974, ore 15:30 24ª giornata | Roma              | 0 – 0 referto | L.R. Vicenza | Stadio Arena Garibaldi (circa 30.000 spett.)\| Arbitro: \| Gussoni (Tradate) \| |
| Arbitro:                                   | Gussoni (Tradate) |               |              |                                                                                 |

| Arbitro: | Prati (Parma) |

|              |           |  |
| Desolati 16’ | Marcatori |  |

| Arbitro: | Agnolin (Bassano del Grappa) |

|                                                 |           |                                           |
| Burgnich 20’ (aut.) Negrisolo 77’ G. Morini 82’ | Marcatori | 5’ N. Scala 28’ S. Mazzola 69’ Boninsegna |

| Genova 28 aprile 1974, ore 15:30 27ª giornata | Sampdoria        | 0 – 0 referto | Roma | Stadio Luigi Ferraris (circa 12.000 spett.)\| Arbitro: \| Lenardon (Siena) \| |
| Arbitro:                                      | Lenardon (Siena) |               |      |                                                                               |

| Arbitro: | Menicucci (Firenze) |

|                                        |           |                   |
| Domenghini 11’ Negrisolo 42’ Prati 74’ | Marcatori | 15’, 52’ Anastasi |

| Arbitro: | Casarin (Milano) |

|             |           |           |
| Catania 71’ | Marcatori | 88’ Prati |

| Arbitro: | Menicucci (Firenze) |

|                       |           |  |
| Prati 36’ Spadoni 88’ | Marcatori |  |

### Coppa Italia

#### Primo turno - Gruppo 2
| Novara 2 settembre 1973, ore 17:30 1ª giornata | Novara               | 0 – 0 referto | Roma | Stadio Comunale (circa 8.000 spett.)\| Arbitro: \| Barbaresco (Cormons) \| |
| Arbitro:                                       | Barbaresco (Cormons) |               |      |                                                                            |

| Roma 9 settembre 1973, ore 21:00 2ª giornata | Roma             | 0 – 0 referto | Lazio | Stadio Olimpico di Roma (circa 80.000 spett.)\| Arbitro: \| Gussoni (Varese) \| |
| Arbitro:                                     | Gussoni (Varese) |               |       |                                                                                 |

| Roma 16 settembre 1973, ore 21:00 3ª giornata | Roma             | 0 – 0 referto | Brescia | Stadio Olimpico di Roma\| Arbitro: \| Ciacci (Firenze) \| |
| Arbitro:                                      | Ciacci (Firenze) |               |         |                                                           |

| Arbitro: | Gonella (Asti) |

|             |           |                |
| Calloni 51’ | Marcatori | 28’ Cappellini |

## Statistiche

### Statistiche di squadra
Di seguito le statistiche di squadra.
| Competizione | Punti | In casa | In casa | In casa | In casa | In casa | In casa | In trasferta | In trasferta | In trasferta | In trasferta | In trasferta | In trasferta | Totale | Totale | Totale | Totale | Totale | Totale | DR |
| Competizione | Punti | G       | V       | N       | P       | Gf      | Gs      | G            | V            | N            | P            | Gf           | Gs           | G      | V      | N      | P      | Gf     | Gs     | DR |
| ------------ | ----- | ------- | ------- | ------- | ------- | ------- | ------- | ------------ | ------------ | ------------ | ------------ | ------------ | ------------ | ------ | ------ | ------ | ------ | ------ | ------ | -- |
| Serie A      | 29    | 15      | 8       | 4       | 3       | 21      | 12      | 15           | 2            | 5            | 8            | 8            | 16           | 30     | 10     | 9      | 11     | 29     | 28     | +1 |
| Coppa Italia |       | 2       | 0       | 2       | 0       | 0       | 0       | 2            | 0            | 2            | 0            | 1            | 1            | 4      | 0      | 4      | 0      | 1      | 1      | 0  |
| Totale       | -     | 17      | 8       | 6       | 3       | 21      | 12      | 17           | 2            | 7            | 8            | 9            | 17           | 34     | 10     | 13     | 11     | 30     | 29     | +1 |

### Andamento in campionato
| Giornata  | 1 | 2 | 3  | 4  | 5  | 6  | 7  | 8  | 9  | 10 | 11 | 12 | 13 | 14 | 15 | 16 | 17 | 18 | 19 | 20 | 21 | 22 | 23 | 24 | 25 | 26 | 27 | 28 | 29 | 30 |
| --------- | - | - | -- | -- | -- | -- | -- | -- | -- | -- | -- | -- | -- | -- | -- | -- | -- | -- | -- | -- | -- | -- | -- | -- | -- | -- | -- | -- | -- | -- |
| Luogo     | C | T | C  | T  | C  | T  | C  | T  | T  | C  | T  | C  | T  | C  | T  | T  | C  | T  | C  | T  | C  | T  | C  | C  | T  | C  | T  | C  | T  | C  |
| Risultato | V | P | P  | P  | V  | P  | P  | P  | V  | N  | P  | V  | P  | V  | N  | N  | N  | P  | V  | V  | V  | N  | P  | N  | P  | N  | N  | V  | N  | V  |
| Posizione | 1 | 6 | 12 | 13 | 11 | 12 | 13 | 14 | 12 | 12 | 12 | 12 | 12 | 12 | 12 | 12 | 12 | 12 | 12 | 11 | 8  | 9  | 10 | 9  | 12 | 12 | 12 | 10 | 10 | 8  |

Legenda:

Luogo: C = Casa; T = Trasferta. Risultato: V = Vittoria; N = Pareggio; P = Sconfitta.

### Statistiche dei giocatori
Desunte dai tabellini del Corriere dello Sport, de La Stampa e de L'Unità.
| Giocatore        | Serie A  | Serie A | Coppa Italia | Coppa Italia | Totale   | Totale |
| Giocatore        | Presenze | Reti    | Presenze     | Reti         | Presenze | Reti   |
| ---------------- | -------- | ------- | ------------ | ------------ | -------- | ------ |
| P. Conti         | 19       | -0      | 0            | -0           | 19       | -0     |
| A. Ginulfi       | 11       | -0      | 4            | -1           | 15       | -1     |
| F. Quintini      | 2        | -0      | 0            | -0           | 2        | -0     |
| A. Batistoni     | 29       | 0       | 4            | 0            | 33       | 0      |
| G. Bertini       | 9        | 0       | 2            | 0            | 11       | 0      |
| L. Liguori       | 3        | 0       | 0            | 0            | 3        | 0      |
| G. Morini        | 27       | 2       | 4            | 0            | 31       | 2      |
| F. Peccenini     | 18       | 0       | 4            | 0            | 22       | 0      |
| C. Ranieri       | 6        | 0       | 0            | 0            | 6        | 0      |
| S. Santarini     | 28       | 0       | 4            | 0            | 32       | 0      |
| R. Vichi         | 0        | 0       | 0            | 0            | 0        | 0      |
| B. Conti         | 1        | 0       | 0            | 0            | 1        | 0      |
| A. Domenghini    | 30       | 4       | 2            | 0            | 32       | 4      |
| F. Rocca         | 30       | 0       | 4            | 0            | 34       | 0      |
| F. Cordova       | 21       | 0       | 3            | 0            | 24       | 0      |
| A. Di Bartolomei | 8        | 1       | 4            | 0            | 12       | 1      |
| P. Negrisolo     | 26       | 3       | 0            | 0            | 26       | 3      |
| V. Spadoni       | 29       | 2       | 4            | 0            | 33       | 2      |
| R. Cappellini    | 13       | 3       | 4            | 1            | 17       | 4      |
| W. Casaroli      | 0        | 0       | 0            | 0            | 0        | 0      |
| A. Orazi         | 16       | 4       | 1            | 0            | 17       | 4      |
| P. Prati         | 23       | 8       | 3            | 0            | 26       | 8      |
| A. Reif          | 0        | 0       | 0            | 0            | 0        | 0      |
| F. Selvaggi      | 2        | 0       | 1            | 0            | 3        | 0      |

## Giovanili

La squadra Primavera autrice del double nazionale

### Organigramma
Area sportiva
- Presidente: F. Cocco

Area tecnica
- Primavera
  - Allenatore: Giorgio Bravi

### Piazzamenti
- Primavera:
  - Campionato Primavera: Vincitore
  - Coppa Italia Primavera: Vincitore
  - Torneo di Viareggio: Quarti di finale

### Videografia
- Manuela Romano (a cura di), La storia della A.S. Roma (10 DVD-Video), Corriere dello Sport, Rai Trade, 2006.